# Lâm Khánh Chi
Lâm Khánh Chi (tên khai sinh là Huỳnh Phương Khanh, sinh ngày 16 tháng 07 năm 1977 tại Thành phố Hồ Chí Minh) là nữ ca sĩ, doanh nhân, kiêm diễn viên người Việt Nam. Cô là một trong những "ca sĩ chuyển giới" nổi tiếng, được nhiều khán giả quan tâm và yêu mến. Trước khi chuyển giới, cô từng là một nam ca sĩ nổi tiếng với nghệ danh Lâm Chí Khanh và được xem như một hiện tượng âm nhạc với nhiều ca khúc "hit" vào những năm 90 đến đầu những năm 2000.

## Tiểu sử
Lâm Khánh Chi sinh ra trong một gia đình có cha mẹ làm nghề kinh doanh đồ cổ. Cô sống trong một gia đình giàu có từ khi còn nhỏ.
Trên giấy tờ, cô có tên thật là Huỳnh Phương Khanh. Đây là điều hiếm người biết vì nữ ca sĩ không dùng nó khi hoạt động nghệ thuật. Thậm chí, ngay cả khi gây bão truyền thông, công chúng vẫn lầm tưởng Lâm Chí Khanh mới là tên thật của cô.
Cuộc sống dư giả giúp Khánh Chi có thể thoải mái sống với đam mê ca hát của mình. Đặc biệt, chi phí chuyển giới đắt đỏ khi ấy cũng không phải là vấn đề lớn với cô. Hơn ai hết, Khánh Chi may mắn hơn nhiều người chuyển giới khác vì có sự ủng hộ từ gia đình.

## Sự nghiệp
Trước khi chuyển giới, Lâm Khánh Chi từng là một nam ca sĩ khá nổi tiếng vào cuối năm 90 và thập niên 2000 với nghệ danh Lâm Chí Khanh, thu hút nhiều sự quan tâm và tổ chức nhiều liveshow riêng đình đám vào thời điểm đó. Sau đó cô ngưng hoạt động một thời gian khá dài.
Cô bắt đầu đi hát từ năm 19 tuổi, cô trở thành một ca sĩ được ưa thích nhất vào cuối những năm 1990 và đầu năm 2000. Khánh Chi sở hữu nhiều ca khúc để lại dấu ân cho khán giả như Gõ cửa trái tim, Tình thôi mộng, Sầu thiên thu, Kẻ cắp trái tim, Mùa đông…
So với những nghệ sĩ khác, Khánh Chi gặp may mắn hơn khi mới vào nghề. Cô đã có cơ hội tiếp xúc với nhiều nghệ sĩ nổi tiếng như Minh Thuận, Y Phụng, Minh Nhí, Việt Trinh, Phương Thanh,… Đây chính là những người tiền bối đi trước giúp đỡ cô rất nhiều trên con đường nghệ thuật.
Trước khi chuyển giới, Khánh Chi là nam ca sĩ có ngoại hình hợp với sân khấu. Cô còn sở hữu một giọng hát hay, êm ái. Điều này giúp cô chính phục được cảm tình của khán giả ở mọi lứa tuổi. Không chỉ vậy, cô còn kết hợp với nhiều ca sĩ nổi tiếng khác như Thanh Thảo, Đan Trường…
Trong thời gian vừa hoạt động nghệ thuật khi còn là con trai cô hay cho ra nhiều bài hát và liveshow như liveshow Bước nhảy đầu tiên (2001), Hãy giữ lấy tình yêu (2002), Trái tim không bình thường (2008), CD Nấc thanh yêu, Chỉ tại vì em, Trái tim vô hình, Lời hẹn người đã quên, Ngôi sao trắng, Bông ô môi…
Năm 2012, cô sang Thái Lan thực hiện ca phẫu thuật chuyển đổi giới trở thành nữ ở tuổi 35 khiến khán giả, nhất là các Fan nữ của cô thời điểm đó tẩy chay, phẫn nộ dữ dội, phải mất một thời gian thì họ mới nguôi ngoai và chấp nhận.
Quyết định này lớn tạo ra một cơn sóng phản ứng của các Fan nữ của cô. Trong cuốn sách tự truyện cô viết cô đã kể về quá trình hành động và những cảm xúc của bản thân thi tiến hành cuộc phẫu thuật đại phẫu trong cuộc đời.
Sau khi phẫu thuật và phục hồi sức khoẻ, năm 2013 cô đã tự tổ chức liveshow đầu tiên của mình sau khi chuyển giới để khởi đầu cho sự trở lại của mình. Chủ đề “ Nếu em được chọn” được xem là cách cô bày tỏ cảm xúc của mình khi trở thành phụ nữ. Dù được trông đợi nhiều nhưng liveshow lại bị khán giả la ó nhiều. Kịch bản kém, chất lượng âm thanh tệ khiến nữ ca sĩ không thể mang đến những màn trình diễn tốt nhất.
Ở một hình thể mới, Khánh Chi được mời tham dự nhiều chương trình ca nhạc, gameshow giải trí. Đặc biệt, cô còn xuất hiện với vai trò MC trong show Come Out, nhận được sự ủng hộ và yêu mến từ khán giả. Thời điểm hiện tại, Lâm Khánh Chi chủ yếu tập trung vào kinh doanh và tham dự các sự kiện.
Cô tham gia nhiều chương trình ca nhạc, gameshow giải trí như Giọng ải giọng ai, Phiên tòa tình yêu, Sàn đấu ca từ, Người chồng trong mơ, Giác quan thứ 6, Hoa hậu chuyển giới Việt Nam 2020, Người ấy là ai 2022…
Cô còn làm người dẫn chương trình cho chương trình Come Out hiện vẫn đang được khán giả yêu thích và ủng hộ cho đến tận bây giờ.
Ngoài ca hát, Lâm Khánh Chi còn tham gia đóng phim: Phim điện ảnh Trở về 3, MV as MV Parody Duyên Mình Lỡ – Huỳnh Lập (2018), Web Drama Cương Thi Biến – Duy Khánh (2019), Web Drama Đệ Nhất Kỹ Nam (2020) - Lê Dương Bảo Lâm…
Lâm Khánh Chi còn là nhà sản xuất khi cô tự sản xuất các dự án phim như “Mẹ tôi là…” (2019), “Sóng gió tình ta” (2022).

## Nghệ danh
Sau khi chuyển giới, cô gặp khó khăn về vấn đề lấy nghệ danh mới sao cho phù hợp với ngoại hình hiện tại của mình. Ban đầu, cô lấy nghệ danh Khanh Chi Lâm, sau đó đổi thành Khánh Chi Lâm và đến khi được ca sĩ Đàm Vĩnh Hưng gợi ý đổi thành Lâm Khánh Chi thì cô lấy nghệ danh đó và sử dụng đến hiện tại.

## Đời tư

### Phẫu thuật chuyển giới
Năm 2012 khi ấy cô đang ở độ tuổi 35, cô sang Thái Lan thực hiện ca phẫu thuật chuyển giới tính thành nữ để được sống đúng với con người của mình.
Cô từng kể rằng khi khám bệnh bác sĩ đã nói với cô rằng nếu cuộc đại phẫu này thành công thì cũng sẽ cướp mất khoảng 10 năm tuổi thọ của cô, nhưng cô vẫn quyết định làm vì cô cho rằng nếu không được sống thật với con người của mình thì dù có 10 năm đó thì cũng là 10 năm túng quẫn, buồn tủi, vặt vãnh trong con người.
Và cô bắt đầu tiến hành phẫu thuật, thông thường khi chuyển giới bác sĩ sẽ tiến hành phẫu thuật thay đổi một phần cơ thể trước, sau đó sức khỏe sinh trưởng ổn định sẽ thực hiện các bước tiếp theo.
Trước khi phẫu thuật, ca sĩ Lâm Khánh Chi đã phải tiêm rất nhiều loại hormone trong thời gian dài, mỗi tuần một mũi và rất đau vì các vết tiêm liên tục chồng chất lên nhau cùng với sự thay đổi của cơ thể, những nét vẽ nữ tính dần dần xuất hiện khiến cho cô càng thêm vui, hạnh phúc và hy vọng.
Có thể thấy để được làm chính mình, ca sĩ Lâm Khánh Chi đã phải đánh đổi rất nhiều từ chất liệu, nỗi đau thể xác và cả sự đánh giá sinh mạng, tuổi thọ của bản thân. Có như vậy mới thấy được khao khát được chính mình của cô đến chừng nào.

### Tình cảm
Sau khi chuyển giới, Lâm Khánh Chi đã trải qua 2 mối tình dang dở. Người đầu tiên cô công bố kết hôn tên là Nguyễn Cường. Đến tháng 4/2014, thì họ công bố chia tay và không tiết lộ lý do. Điều này khiến Lâm Khánh Chi buồn bã và đau khổ rất nhiều.
Tiếp theo là Kenny Thắng, mối tình đầu năm 18 tuổi của cô. Sau khi Thắng qua Mỹ định cư cùng gia đình thì cả hai mất liên lạc. Năm 2015, cả hai nối lại tình xưa và anh trở về nước cầu hôn Lâm Khánh Chi. Những đến tháng 8/2015, cả hai đã công bố chia tay trong sự tiếc nuối của nhiều người.

### Hôn nhân và gia đình
Năm 2017, Lâm Khánh Chi kết hôn cùng doanh nhân Trần Phi Hùng kém cô 8 tuổi. Cô được mẹ chồng tặng 500 triệu tiền mặt, 6 chiếc kiềng, 1 sợi dây chuyền, 1 vòng tay bằng vàng, đôi bông tai kim cương và một căn hộ ở quận 4 có giá khoảng 7 tỉ
Năm 2018, Lâm Khánh Chi thông báo mình đã có con. Đứa bé có tên Kim Long, được sinh ra bằng phương pháp mang thai hộ từ tinh trùng của cô đã được lưu trữ trước khi chuyển giới và trứng của chị dâu mình
Tháng 12/2021, ông xã của cô- Trần Phi Hùng đã thông báo trên trang cá nhân rằng 2 người đã ly hôn sau 4 năm chung sống, không lâu sau đó cô cũng lên tiếng xác nhận

## Tranh cãi
Lâm Khánh Chi là một người khá thẳng tính nên cô dính vào khá nhiều vụ lùm xùm trong sự nghiệp. Cô từng tố cáo Hoa hậu Chuyển giới Quốc tế 2018, Hương Giang không tôn trọng mình. Thậm chí còn tung ra bằng chứng là đoạn ghi âm dài 4 phút nhưng giọng của người trong đoạn băng đó không giống giọng của Hương Giang và vụ việc đã chìm trong im lặng.
Lâm Khánh Chi còn từng tố đàn chị Phương Thanh hủy show vào phút chót của một buổi talk show. Tuy nhiên, ca sĩ Phương Thanh phản pháo rằng cô chỉ nhận lời tham dự sinh nhật của Lâm Khánh Chi, nhưng tiệc lại trở thành show quảng cáo nên cô đã từ chối cùng với nhiều lí do khác. Điều này khiến cả hai tranh cãi nhau trong một thời gian dài.

## Danh sách đĩa nhạc
Tiêu biểu:

### Album phòng thu
- Album vol.1 "Nấc thang tình yêu"
- Album vol.3 "Chỉ tại vì em"
- Album vol. 2 "Trái tim vô hình"
- Album vol. 5 "Khúc nhạc lòng cô Ba"
- Album vol. 4 "Em yêu anh em cần anh"
- Album vol. 6 "Lời hẹn người đã quên"
- Album vol. 7 "Trái tim không bình thường"
- Album vol. 8 "Ngôi sao trắng"
- Album "Hát với dòng sông"
- Album "Tình si"

### Đĩa đơn
- CD & DVD "Bông ô môi"
- CD "Công chúa đã yêu"
- CD "Em đi lấy chồng em có vui không"
- CD Tình cờ gặp nhau
- CD "Tình trong mộng mơ
- CD "Đợi một người, hết một đời"
- Singles "Tình cờ gặp nhau"
- Singles "Believe 12"
- Singles "Em chỉ là một cô gái"
- Singles "Nhịp thở"
- Singles "Thân phận giai nhân"
- Singles "Hoa hồng tình yêu - Lời nguyện ước"

### Bài hát tiêu biểu
- Sầu Thiên Thu
- Kẻ Cắp Trái Tim
- Tình Yêu Sỏi Đá
- Mộng Liêu Trai
- Người Mang Tâm Sự
- Hàn Mạc Tử
- Bông Ô môi
- Đôi Ngã Chia Ly
- Chỉ Yêu Mình Em
- Tình Yêu Sỏi Đá
- Rụng Lá Trầu Duyên
- Chuyện Tình Xóm Lá
- Gọi Đò
- Mộng Liêu Trai
- Em Đi Lấy Chồng Em Có Vui Không
- Tình Cờ Gặp Nhau
- Tình Trong Mộng Mơ
- Nhịp Thở
- Tình Cuồng Say
- Hãy Giữ Lấy Tình Yêu
- Gõ Cửa Trái Tim
- Tình Thôi Mộng
- Sầu Thiên Thu
- Mùa Đông
- Và nhiều ca khúc khác

## Danh sách phim
Tiêu biểu:
- Phim điện ảnh Trở về 3 (2014)[15]
- MV Parody Duyên Mình Lỡ - Huỳnh Lập (2018)
- Phim ca nhạc Đợi một người, hết một đời (2018)[16]
- Phim ca nhạc Mẹ Tôi Là... (2019)
- Wed Dramma Cương Thi Biến - Duy Khánh (2019)
- Web Drama Vợ Tôi Là... (2019)
- Web Drama Yêu Lại Từ Đầu (2020)[17]
- Web Drama Đệ Nhất Kỹ Nam (2020)[18]
- Phim truyền hình Tài Tám Tếu (2021)[19]
- Phim truyền hình Sóng Gió Tình Ta (2022)[20]
- Và một số bộ phim khác

## Chương trình truyền hình
Tiêu biểu:
- Come out - MC
- Giọng ải giọng ai - Khách mời
- Phiên tòa tình yêu - Khách mời
- Sàn đấu ca từ - Khách mời
- Sao hỏa sao kim - Khách mời
- Nhanh như chớp - Người chơi
- Người chồng trong mơ - Khách mời
- Muốn ăn phải lăn vào bếp - Khách mời
- 7 nụ cười xuân - Diễn viên
- Find my fan - Diễn viên
- Lối ra - Khách mời
- Bậc thầy ẩn danh - Khách mời
- Hạnh phúc đầu xuân - Khách mời
- Khi chàng vào bếp - Khách mời
- Học viện mẹ chồng - Khách mời
- Đoán đại đi - Khách mời
- Sức sống thanh xuân - Khách mời
- Chọn đâu cho đúng - Người chơi
- Vợ chồng son - Khách mời
- Phiên tòa tình yêu - Khách mời
- Úm ba la ra chữ gì - Khách mời
- Sàn đấu ca từ - Ca sĩ
- Giác quan thứ 6 - Khách mời
- Gương mặt đại diện LGBT 2020 - Giám khảo
- Hoa hậu Chuyển giới Việt Nam 2020 - Giám khảo khách mời
- Đại sứ hoàn mỹ 2021 - Giám khảo khách mời
- Ca sĩ bí ẩn - Giám khảo
- Lạ lắm à nha - Ca sĩ
- Tài tám tếu - Diễn viên
- Hoa hậu Quý bà Việt Nam 2022 - Giám khảo
- Người ấy là ai 2022- Khách mời
- Tỏ tình hoàn mỹ - khách mời đặc biệt
- Và nhiều chương trình khác

## Liveshow
- "Bước Nhảy Đầu Tiên" (2001)
- "Hãy giữ lấy tình yêu" (2002): được tổ chức bởi Music Fans Company (Công ty Bạn yêu nhạc) & Hãng phim Phương Nam
- "Trái Tim Không Bình Thường" (2008)
- "Nếu Em Được Lựa Chọn" (2014)